# Walther Jaques
Walther Jaques (* 12. September 1871 in Ober-Linda; † 15. Januar 1950 in Zell im Wiesental) war ein deutscher Ministerialbeamter und Manager der Energieversorgungsindustrie. 

## Leben
Nach dem Abitur am Gymnasium in Görlitz studierte Walter Jaques an den Universitäten Berlin, Breslau und Freiburg Rechtswissenschaften. Am 26. Januar 1892 wurde er im Corps Marcomannia Breslau recipiert. 1893 wurde er Gerichtsreferendar und 1898 Gerichtsassessor. 1903 wurde er zum Amtsrichter in Seidenberg ernannt. 1908 wechselte er als Regierungsrat zur Regierung in Breslau und 1916 von dort in das Oberpräsidium der Provinz Schlesien. 1918 wurde er als Hilfsarbeiter in das preußische Ministerium der öffentlichen Arbeiten berufen, wo er 1920 zum Vortragenden Rat ernannt wurde und als Ministerialrat in der Wasserbauabteilung tätig war. 1921 wechselte Jaques in das  preußische Ministerium für Handel und Gewerbe, wo er 1923 zum Ministerialdirektor befördert wurde. 1924 wurde er zum stellvertretenden Bevollmächtigten zum Reichsrat ernannt. 1927 verließ er den preußischen Staatsdienst und wurde Generaldirektor der Preußischen Elektrizitäts-AG in Berlin. Zudem war er Vorsitzender des Aufsichtsrates der Nordwestdeutschen Kraftwerke AG in Hamburg sowie der Überlandwerke Hannover. Er gehörte den Aufsichtsräten der Lufthansa AG, der Rhein-Main-Donau AG und des RWE an.

## Ehrungen
- 1920 Ernennung zum Geheimen Regierungsrat